# Tobrilus helveticus
Tobrilus helveticus är en rundmaskart som först beskrevs av Hoffmanner 1914. Enligt Catalogue of Life ingår Tobrilus helveticus i släktet Tobrilus och familjen Tripylidae, men enligt Dyntaxa är tillhörigheten istället släktet Tobrilus och familjen Tripyloididae. Arten är reproducerande i Sverige. Inga underarter finns listade i Catalogue of Life.